# Egelmoos
Das Egelmoos ist ein Quartier der Stadt Bern. Es gehört zu den 2011 bernweit festgelegten 114 gebräuchlichen Quartieren und liegt im Stadtteil IV Kirchenfeld-Schosshalde, dort im statistischen Bezirk Schosshalde. Es grenzt an die Quartiere Wyssloch, Ostring, Gryphenhübeli/Thunplatz und Schosshalde/Obstberg.
Im Jahr 2022 lebten im gebräuchlichen Quartier 987 Personen, davon 819 Schweizer und 168 Ausländer.
Im Quartier liegt die Siedlung Egelmoos zwischen Bürglenstrasse, Gurnigelweg, Ostring und Selibühlweg, die als älteste Bauten zwischen 1933 und 1935 geplant und in drei Bauetappen errichtet wurden. Es handelt sich um Einfamilien-Reihenhäuser, die von der II. Baugenossenschaft des Verwaltungspersonals Bern erbaut wurden. Im Jahre 1951 erfolgten einige weitere Bauten. Später sind im Quartier weitere Mehrfamilien-Reihenhäuser dazugebaut worden. Egelmoos ist vor allem ein Wohnquartier.
Im Quartier liegt das Egelmösli mit dem Egelsee als kleinem Weiher und anschliessendem Sportplatz. Ein Tümpel wurde im 19. Jahrhundert für die Gewinnung von Natureis vergrössert. Kurz vor dem Zweiten Weltkrieg entstand der heutige Egelsee mit dem Park durch Melioration.
Das Domicil Egelmoos als Alters- und Pflegeheim liegt inmitten des Quartiers.
Die Strassenbahnlinie 7 und die städtische Buslinie 28 verbinden mit dem Zentrum.